# Piero Molducci
Pier Ugo Molducci, conosciuto come Piero Molducci (Cervia, 27 settembre 1955 – Cervia, 5 aprile 2021) è stato un allenatore di pallavolo italiano.

## Carriera
Dopo un passato da palleggiatore, culminato con una storica promozione in Serie A1 con la Napolplast Chieti, inizia la carriera da allenatore di Serie A2 negli anni ottanta prima di dedicarsi a squadre minori. Nel 1991-92 ritorna in A2, ingaggiato dalla Moka Rika Forlì; nel 1993 passa alla Gierre Valdagno.
All'inizio del campionato 1996-97 esordisce in Serie A1, alla guida dell'Auselda AED Roma. Passa poi ad allenare Ravenna, Parma e Latina.
Nel 2005 vince il campionato spagnolo alla guida dell'Unicaja Almería. Nello stesso anno viene ingaggiato dalla RPA Caffè Maxim Perugia, con cui vive una breve e deludente esperienza. L'anno successivo ritorna dopo tredici anni alla guida del Forlì (di cui diventa anche azionista), in Serie B1, ottenendo due promozioni consecutive: nel 2007-08, battendo la Marmi Lanza Verona riconduce la squadra romagnola in A1 dopo sette anni, rimanendoci fino al 2011. Nel 2011 torna all'Unicaja Almería che guida per sette stagioni, nella stagione 2015-16 realizza il triplete con la vittoria di Campionato, Coppa del Re e Supercoppa (per la prima volta nella storia del volley spagnolo). Nella stagione 2018-19 passa all'Eivissa.
Nel dicembre 2019 è stato costretto ad abbandonare l'attività per l'insorgere di una grave malattia, a seguito della quale è deceduto nell'aprile 2021 all'età di 65 anni.

## Palmarès

### Club
- Campionato spagnolo: 4

Club Voleibol Almería: 2004-05, 2012-13, 2014-15, 2015-16
- Coppa del Re: 2

Club Voleibol Almería: 2013-14, 2015-16
- Supercoppa spagnola: 1

Club Voleibol Almería: 2015

### Premi individuali
- 1996 - Serie A2: Premio Costa-Anderlini - Miglior allenatore
- 1997 - Serie A1: Premio Costa-Anderlini - Miglior allenatore
- 2000 - Serie A1: Premio Costa-Anderlini - Miglior allenatore
- 2008 - Serie A2: Premio Costa-Anderlini - Miglior allenatore